# 22 Łotewski Batalion Schutzmannschaft Daugavas
22 Łotewski Batalion Schutzmannschaft „Daugavas” (niem. 22 Lettische Schutzmannschafts Bataillon „Daugavas”) – kolaboracyjny pomocniczy oddział policyjny złożony z Łotyszy podczas II wojny światowej.

## Historia

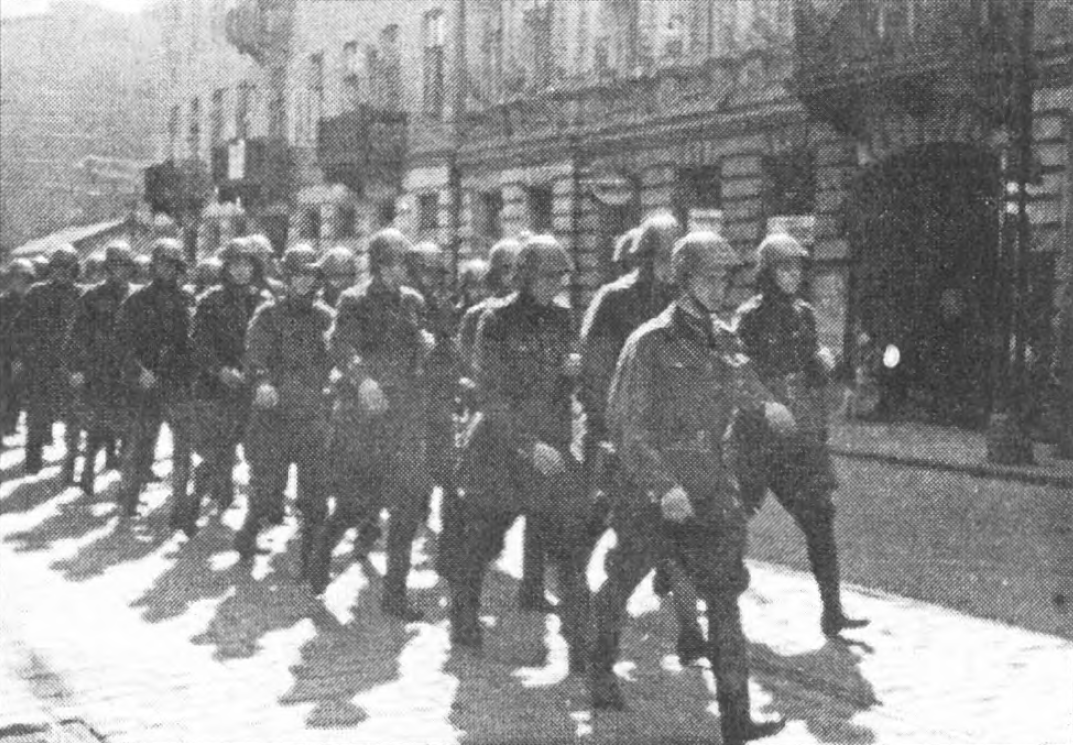
Legioniści maszerują przez Warszawę, 1942

Został utworzony pod koniec lutego 1942 r. w Boldera pod Rygą. Na jego czele stanął ppłk Kārlis Gerbers. Następnie przeniesiono go do Warszawy, gdzie pełnił zadania wartownicze i ochronne. 19 października został przeniesiony do Zagłębia Donieckiego. Dowodził nim wówczas kpt. H. Vanags. Głównym zadaniem była ochrona przed atakami partyzantów. W styczniu 1943 r. zostały dostarczone mundury niemieckie. W lutym batalion przesunięto na Zaporoże. Po klęsce Niemców pod Stalingradem batalion ochraniał pociągi z wyposażeniem wycofujących się wojsk 6 Armii. Następnie prowadził walki z nacierającą Armią Czerwoną, ponosząc duże straty. Pod koniec sierpnia Łotysze zostali wycofani na Łotwę, gdzie w lutym 1944 r. weszli w skład nowo formowanego 2 Łotewskiego Pułku Policyjnego "Liepāja".